# Planetka čtyřskvrnná
Planetka čtyřskvrnná (Exochomus quadripustulatus) je druh brouka z čeledi slunéčkovití. 

## Popis
Velikost těla dospělého jedince tohoto druhu se pohybuje v rozmezí 3–5 mm. Tělo je leskle černé se čtyřmi červenými, popřípadě oranžovými nebo žlutými, skvrnami, z nichž přední dvě mají tvar čárky, zadní mají spíše oválný tvar. Po vylíhnutí z kukly je dospělý jedinec několik hodin oranžovožlutý bez skvrn. Existuje také forma tohoto druhu, kde celé tělo dospělce je červenohnědé. Kolem krovek má zřetelný lem. Nohy jsou také černé. Larva ve čtvrtém instaru je šedá s ostny, stejně jako slunéčko sedmitečné má štětinky, ty jsou ale u planetky čtyřskvrnné kratší. Kukla je leskle černá.

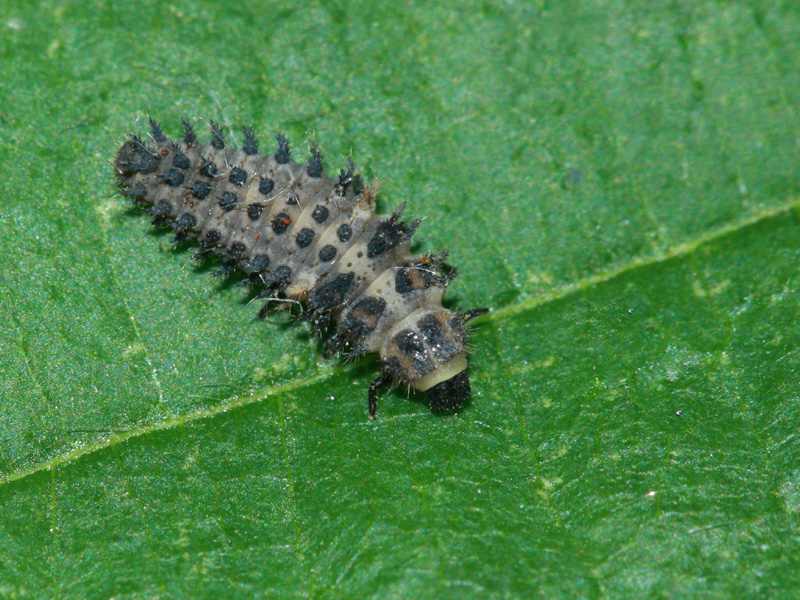
Larva
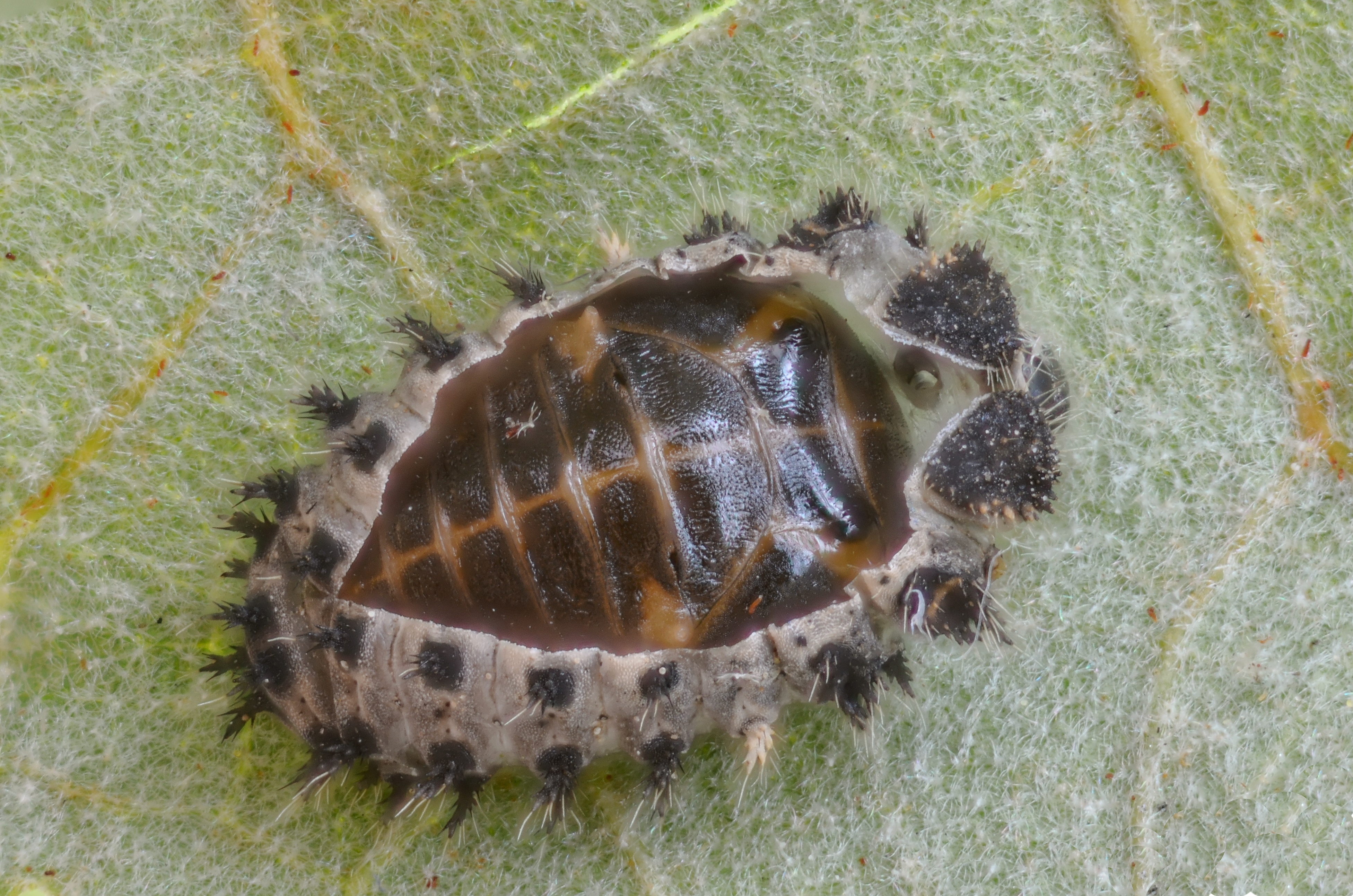
Kukla
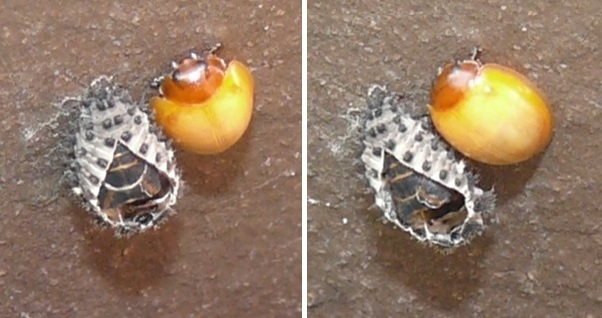
Dospělec krátce po vylíhnutí z kukly
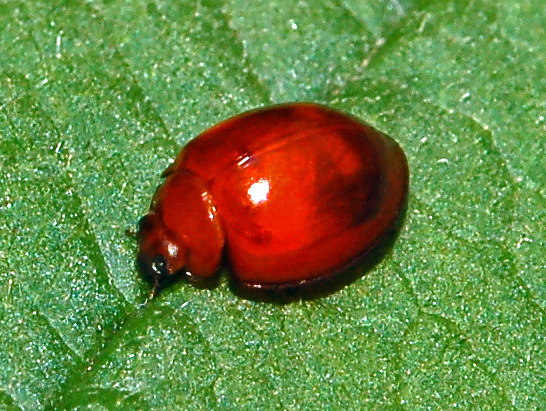
Červenohnědá forma

## Rozšíření
Planetka čtyřskvrnná se vyskytuje na většině území Evropy, ve východní části palearktické oblasti, na Blízkém východě a v USA. Vyskytuje se zejména na borovicích, ale také na břízách, vrbách nebo dubech, a to od dubna do října.

## Potrava
Dospělci a larvy tohoto druhu se živí červci a vzácněji mšicemi.